# Dibunostra ypsilon
Dibunostra ypsilon is een hooiwagen uit de familie Manaosbiidae.